# Shrek!
Shrek! es un libro ilustrado de comedia fantástica publicado el 17 de febrero de 1990 por William Steig. La historia sigue a un monstruo repulsivo que abandona su hogar para conocer el mundo y termina casándose con una princesa igual de fea. El libro inspiró la película Shrek, producida por DreamWorks Animation, que más tarde dio origen a una exitosa franquicia.
El título del libro proviene del yidis shrek, que significa «miedo» o «susto». El cuento se publicó por primera vez en Estados Unidos a través de la editorial Farrar, Straus and Giroux, y apareció en español en 2012 en una edición de Libros del Zorro Rojo.
Shrek! recibió críticas mayoritariamente positivas tras su publicación. Los especialistas elogiaron el ingenio de la narración, la originalidad de la historia y el estilo visual, y lo consideraron un libro ideal para la lectura en voz alta. Aunque algunos medios lo consideraron una obra menor dentro de la trayectoria de Steig y cuestionaron si realmente era apropiada para el público infantil, la mayoría destacó su enfoque poco convencional y su espíritu innovador. En 1990, obtuvo varios reconocimientos, entre ellos el premio Children’s Book Award de Parents’ Choice y dos galardones Cuffies otorgados por la revista Publishers Weekly.
El protagonista fue descrito como un antihéroe que abraza su diferencia y construye su identidad a través de un viaje marcado por crisis existenciales. Algunas escenas —como la pesadilla y la galería de espejos— simbolizan el conflicto entre la autoimagen y el ideal, además de funcionar como una parodia de los cuentos tradicionales. En general, las reseñas resaltaron cómo la obra aborda la aceptación personal, la reivindicación de la fealdad como rasgo identitario y la posibilidad de alcanzar la felicidad sin dejar de ser uno mismo.

## Argumento
Shrek es un monstruo de piel verde, casi indestructible, que disfruta incomodar a los demás con su aspecto desagradable y su comportamiento huraño. Sus padres, convencidos de que ha llegado el momento de que empiece a causar estragos por su cuenta, lo echan del pantano a puntapiés. Poco después, se encuentra con una bruja que, a cambio de sus inusuales piojos, le lee la fortuna: si dice las palabras mágicas «Strudel de manzana», un burro lo llevará a un castillo, donde deberá enfrentarse a un caballero y casarse con una princesa aún más fea que él. Entusiasmado por el viaje, Shrek se encuentra con un campesino que porta una guadaña; le arrebata un faisán y se lo come.
Más adelante, hace frente a una tormenta con truenos, rayos y lluvia, y responde devorando el relámpago más intenso. Luego, derriba a un dragón con su aliento abrasador. Mientras descansa, tiene una pesadilla en la que no logra escapar de los abrazos y besos de una multitud de niños. Al despertar, se cruza con el burro que lo llevará al castillo.
Al llegar al castillo, Shrek exige ver a la princesa, lo que enfurece al caballero que la custodia. Este lo ataca de inmediato, pero Shrek lo repele con una bocanada de fuego que lo lanza directo al foso. Ya en el interior, se sobresalta al creer que está rodeado por un ejército de criaturas tan horrendas como él; sin embargo, recupera la calma y la confianza al descubrir que se encuentra en una galería de espejos. Finalmente conoce a la princesa y, al verse reflejados en su fealdad compartida, ambos se enamoran. Se casan y viven «horriblemente felices», y todos los que se cruzan con ellos huyen despavoridos.

## Antecedentes

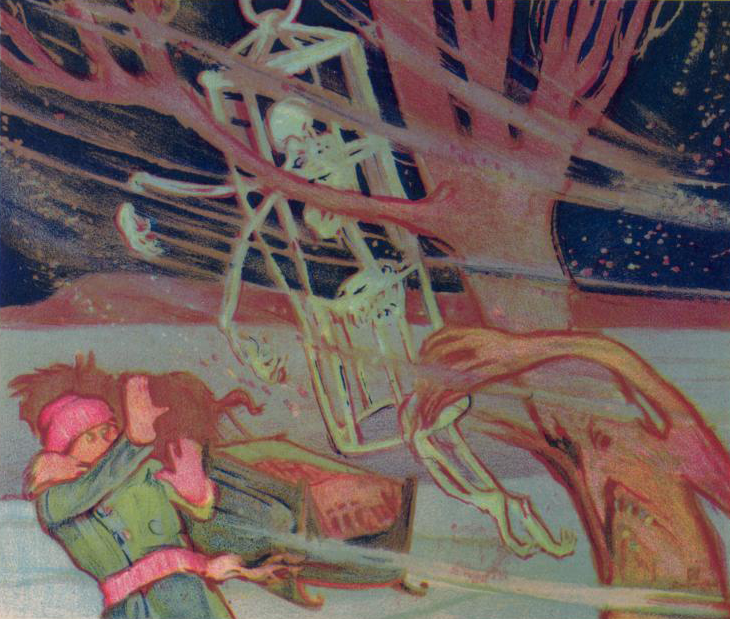
William Steig se inspiró en la palabra yidis shrek —emparentado con el alemán Schreck—, una palabra que evoca el miedo (representado en la imagen) y el sobresalto, para nombrar a su monstruo más inolvidable.

William Steig trabajó como caricaturista en The New Yorker desde 1930 hasta la década de 1960. A lo largo de esos años, creó más de 1600 viñetas y fue apodado «el rey de las caricaturas». Sin embargo, sentía un profundo rechazo por la publicidad, lo que lo llevó a comenzar a escribir libros infantiles a los 61 años. Tenía más de ochenta cuando escribió Shrek!. El nombre «Shrek» proviene de una adaptación al alfabeto latino de la palabra yidis שרעק (shrek) o שרעקלעך (shreklekh), relacionada con el término alemán Schreck y cuyo significado es «miedo» o «susto».
Sus libros infantiles se hicieron conocidos por abordar, con un estilo gráfico recurrente, temas como la separación dolorosa y el reencuentro afectuoso entre padres e hijos, sin perder el ingenio característico de sus caricaturas.  También solían explorar motivos como la transformación y la distancia emocional. Su trabajo artístico en estos libros destacó por el uso expresivo del color, logrado mediante acuarela y tinta. La crítica lo comparó con las viñetas que había publicado en The New Yorker.

### Lanzamiento y traducción al español
La editorial Farrar, Straus and Giroux lanzó el libro en Estados Unidos el 17 de octubre de 1990. La obra, pertenece al género de literatura infantil y salió en ediciones de tapa blanda y tapa dura, con un total de 30 páginas. Figura en la Biblioteca del Congreso de Estados Unidos con la signatura PZ7.S8177 Sh 1990. Libros del Zorro Rojo publicó una edición en español el 7 de junio de 2012, con traducción de Elena del Amo de Laiglesia e ilustraciones del propio Steig. Esta versión, cuenta con 32 páginas en formato de tapa blanda.

## Recepción

### Crítica especializada
El periodista David Denby señaló que, «a pesar de su temperamento ácido, Shrek! era, en el fondo, un cuento de hadas encantador: una criatura fea encuentra a su pareja igualmente perfecta». Publishers Weekly le otorgó una reseña positiva y elogió el «genio epigramático» de Steig, además de describir el libro como «una historia absorbente y satisfactoria». Un crítico de The New York Times destacó las ilustraciones y el oído de Steig para los giros idiomáticos más absurdos del inglés. Por su parte, Karen Litton, de School Library Journal, valoró tanto las ilustraciones como la escritura, y comentó que se trataba de un libro ideal para leer en voz alta.
Michael Dirda, en The Washington Post, describió el texto y las ilustraciones de Shrek! como «relativamente simples», pero consideró que se trataba de un libro «tan encantador y alegre que nadie podrá resistirse a él». Aunque no lo ubicó entre los mejores trabajos de Steig, lo calificó como una obra «perfecta» dentro de su modestia. Una reseña publicada en Language Arts destacó la originalidad del libro y señaló que desafiaba las normas habituales de la literatura oral folklórica. Otros críticos también subrayaron su carácter innovador. Shrek! figuró entre los libros ilustrados galardonados en 1990 por el premio Children’s Book Award, otorgado por Parents’ Choice. Ese mismo año, Publishers Weekly le concedió varios premios Cuffies, que reconocen obras de literatura infantil, entre ellos el de «libro más gracioso del año» y el de «mejor frase inicial».
Algunos padres rechazaron el libro por considerarlo «inapropiado para niños». El académico Jack Zipes opinó que no se trataba de la mejor obra del autor. En 2017, la profesora Victoria Ford Smith describió las ilustraciones como «infantiles» y las comparó con las de Quentin Blake.

## Análisis

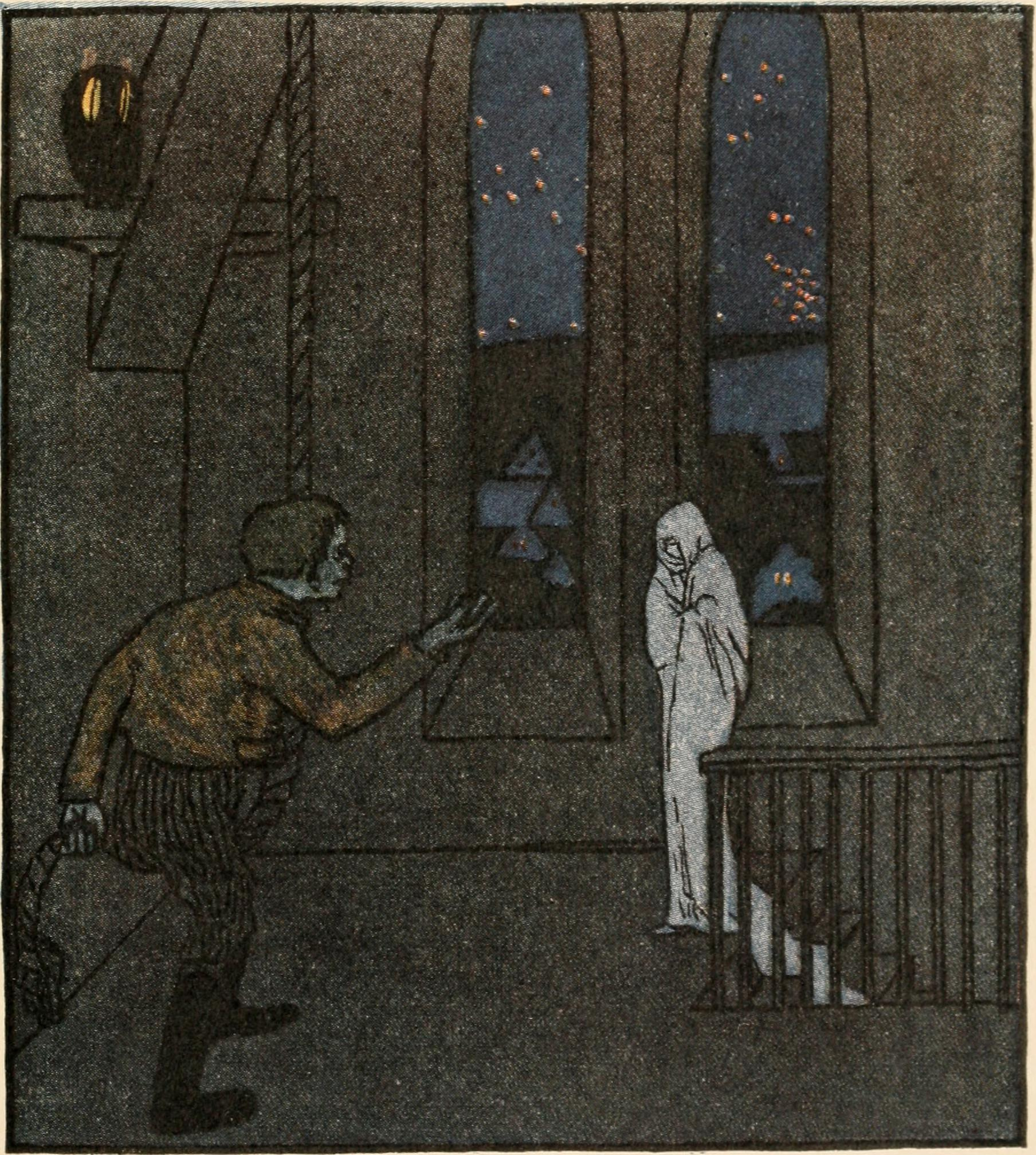
Se considera que la obra toma como referencia y parodia el clásico cuento de los hermanos Grimm, Juan sin miedo (1812).

En 2010, Zipes escribió en Tor.com que Shrek! representaba uno de los mejores ejemplos de la fragmentación y transformación del cuento de hadas, y que esa evolución revelaba su potencial radical en la era digital, en especial a partir del auge de las películas animadas del siglo XXI. También señaló que tanto el libro como su protagonista plantean las preguntas: «¿Qué es el mal? ¿Quién lo provoca?». Consideró que la obra parodia Juan sin miedo de los hermanos Grimm, aunque también la interpretó como una representación del «otro»: una figura marginal que simboliza a cualquiera de las minorías oprimidas en Estados Unidos.
En 2019, Rumaan Alam de The New Yorker destacó que el cuento narra una historia poco común: la del villano que consigue un final feliz. Añadió que, a veces, la vida también funciona así. El crítico Lee Thomas comparó Shrek! con Rotten Island (1984), otra obra de Steig, y señaló que en ambas el autor deja que sus criaturas monstruosas se entreguen plenamente a su lado más grotesco. La historia aborda temas como la autoestima, la satisfacción personal y la importancia de mantenerse fiel a uno mismo.

### Shrek

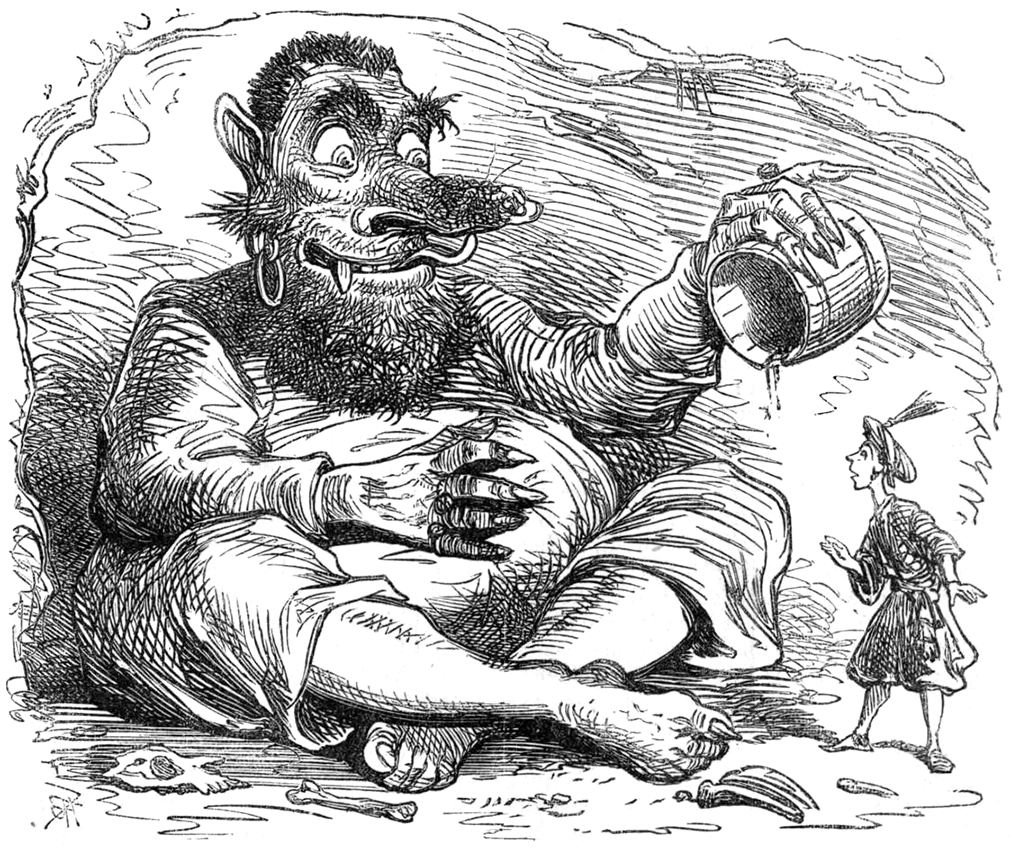
En el cuento, Shrek es un monstruo de piel verde; simboliza a un antihéroe que abraza su fealdad y la integra como parte de sí mismo.

Shrek es considerado un antihéroe que representa a quien es diferente y está en paz con su identidad. Cuando sus padres lo expulsan del pantano, se ve obligado a emprender un viaje que lo confronta consigo mismo. Según el profesor Lewis Roberts, a lo largo del relato atraviesa varios «momentos de crisis», como la pesadilla con niños o el episodio en la galería de espejos. Roberts interpreta estas escenas como una versión literaria del estadio del espejo, un concepto del psicoanálisis lacaniano que describe el instante en que un infante toma conciencia de sí mismo.
Shrek vence con facilidad al dragón porque lo reconoce como una parte de su ser con la que ya ha hecho las paces: su propia fealdad. La escena de la pesadilla representa uno de los momentos más complejos del libro. Steig la ilustra a doble página —algo poco habitual en la obra— para resaltar su importancia. En ella, varios niños se acercan sin temor ni rechazo, lo que pone en duda la imagen que el protagonista tiene de sí mismo y altera el papel que ha asumido frente a los demás. De pronto, su ideal de lo monstruoso parece inalcanzable.
Más adelante, su paso por la galería de espejos simboliza un proceso de aceptación: reconoce su reflejo y descubre una forma de felicidad al sentirse cómodo con lo que es. Sin embargo, las figuras que ve no coinciden del todo con su aspecto real, sino que muestran una versión idealizada de sí mismo, más cercana a lo que imagina que a lo que realmente es. Tras atravesar esas dos crisis, el protagonista no encuentra una resolución completa hasta que conoce a la princesa, aún más fea que él. Según Roberts, el libro recrea los conflictos de identidad a los que todos los niños deben enfrentarse y, al mismo tiempo, tranquiliza y divierte al lector al mostrar que incluso una criatura tan grotesca como Shrek puede hallar una forma de realización.

## Adaptaciones
En 1991, Steven Spielberg adquirió los derechos del libro con la intención de producir una adaptación animada en 2D, que habría contado con las voces de Bill Murray como Shrek y Steve Martin como el Burro. Sin embargo, en noviembre de 1995, DreamWorks compró los derechos por una suma aproximada de 500 000 dólares e inició activamente el desarrollo del proyecto. La película se estrenó el 18 de mayo de 2001 con animación por computadora y un reparto de voces encabezado por Mike Myers, Eddie Murphy, Cameron Diaz y John Lithgow.
El filme obtuvo un gran éxito de crítica y taquilla, y recibió el primer premio Óscar a la mejor película de animación. A partir de su éxito surgieron varias secuelas: Shrek 2 (2004), Shrek tercero (2007), Shrek Forever After (2010) y una próxima entrega, Shrek 5, programada para 2026. En 2008, la historia se adaptó en un musical de Broadway.
La primera película introdujo varios cambios con respecto al libro original, entre ellas la incorporación de nuevos personajes, así como cambios en la trama y en el mensaje moral. No obstante, el propio autor expresó su aprecio por la adaptación y reconoció que el filme impulsó notablemente las ventas del libro. Sobre la película, declaró: «Es vulgar, es repugnante… ¡y me encanta!».